# Mariamne II
Mariamne II (en grec antic Μαριάμνη o Μαριάμμη) va ser la filla del sacerdot jueu Simó Boet. Herodes el Gran la va conèixer i per la seva bellesa se'n va enamorar i s'hi va casar l'any 23 aC. Va nomenar al seu pare Simó Summe Sacerdot, deposant a Jesús ben Fabes. Va ser reina consort de l'any 23 aC al 5 aC.
Va tenir un sol fill, Herodes Filip I (també conegut com a Herodes Boet). L'any 5 aC va ser acusada de participar en el complot d'Antípater, fill d'Herodes i de Ferores, i la va fer matar. Va destituir també Simó com a gran sacerdot. Herodes Filip I, que havia de ser l'hereu després d'Antípater, va ser desheretat.